# Berndt Ulric von Knorring
Berndt Ulric von Knorring, född den 16 november 1768 i Kumo socken, död den 16 februari 1832 i Skara, var en svensk militär. Han tillhörde ätten von Knorring och var bror till Henrik Gustaf von Knorring samt far till Oscar von Knorring. 
von Knorring blev volontär vid Björneborgs regemente 1777, sergeant där 1783 och fänrik 1784. Han deltog i 1788–1790 års finska krig och blev under detta svårt sårad i slaget vid Kyyrö den 11 juni 1789. von Knorring blev löjtnant i armén 1789, stabslöjtnant 1799 och kapten i armén 1801. Han blev adjutant hos Mauritz Klingspor 1801, överadjutant hos kungen och major i armén 1802, kapten vid Adlercreutzska regementet 1804 och sekundmajor vid Savolaks fotjägarregemente 1805. von Knorring deltog i 1808 och 1809 års krig, då han tjänstgjorde såsom chef för Carl Nathanael af Klerckers stab. Han befordrades till överstelöjtnant i armén 1808. von Knorring uppsatte 1811 Norra skånska infanteriregementet, där han blev förste major och bataljonschef. Han beviljades överstes avsked 1813. von Knorring blev riddare av Svärdsorden 1805.